# Paragomphus henryi
Paragomphus henryi är en trollsländeart som först beskrevs av Laidlaw in Camp. och L 1928.  Paragomphus henryi ingår i släktet Paragomphus och familjen flodtrollsländor. IUCN kategoriserar arten globalt som nära hotad. Inga underarter finns listade i Catalogue of Life.